# IgRemote

## 概要
IgRemoteは、Windowsをプラットフォームとしたネットワークで接続された別のパソコンを遠隔操作するフリーソフトウェア。DirectXとGDI+を利用しており、主にゲーム、動画、音楽などを遠隔操作・鑑賞を行う事を目的として開発された。デスクトップ画面の伝送、音声の伝送、ファイルの転送、クリップボードの共有(テキストのみ)などの機能を有する。デスクトップ画面、音声は、ほぼ実時間で表現することが可能である。通信データは圧縮・暗号化され、パスワードによる接続認証機能も備えている。
配布されているのは実行形式「igremote.exe」のファイルが１つのみでサーバーとクライアントの両方の機能を実装しており、起動時にいずれかを選択する。容易に遠隔操作の環境を構築する事が可能である。
IgRemoteの最初のバージョンは2008年2月にIchiGekiによってリリースされた。
現在IgRemoteは開発終了となり、後継としてZeroRemoteが発表されている。